# 锡特卡陨击坑
锡特卡陨击坑（Sitka）是火星珍珠湾区一座撞击坑，其中心坐标位于南纬4.28度、东经320.77度，直径16.89公里（10.5英里），它的名称取自美国阿拉斯加州锡特卡市，1976年被国际天文联合会行星系统命名工作组批准接受。